# Албогачиев, Магомед Османович
Магомед-Хаджи Османович Албогачиев (ингуш. Албохчанаькъан Османа Махьмад-Хьажа; род. 28 июня 1957, Алма-Ата) — российский ингушский религиозный деятель, муфтий Ингушетии (1992/1993—2004) и Северного Кавказа (1998—2003). Начальный период его руководства характеризуется активным сотрудничеством муфтията Ингушетии с президентом Ингушетии Русланом Аушевем, в том числе в области борьбы с ваххабизмом. Отношения муфтията со следующим президентом республики Муратом Зязиковым, предложившим легализовать некоторые ранее запрещённые мусульманские группировки, были напряжёнными. В 2004 году, после нападения боевиков на Назрань, Албогачиев ушёл в отставку.

## Биография
Родился 28 июня 1957 года в Алма-Ате. По национальности ингуш. Родители — Осман Курейшович и Марем Асламбековна, рабочие, в семье было трое сыновей и пять дочерей.
В 1974 году с отличием окончил среднюю школу. В 1975—1979 годах учился в Северо-Кавказском строительном техникуме. В 1975—1992 год работал на различных предприятиях.
Изучал ислам с 1972 года. В 1997 году окончил Исламский институт имени имама Аль-Шафии в Дагестане. Принадлежит к суфийскому направлению ислама, входит в кадирийский тарикат, является последователем вирда Кунта-хаджи.
С 28 декабря 1992 года по 5 июля 2004 года являлся председателем (муфтием) Духовного центра мусульман Ингушетии. 5 апреля 1993 года прошёл Съезд мусульман Ингушетии, его утвердивший. Стал первым занимавшим эту должность. Переизбирался в 1994 и 1997 годах.
Под руководством Албогачиева муфтият добился признания от российских властей и российских мусульманских религиозных организаций. Период его руководства характеризуется активным сотрудничеством светской и религиозной властей. Албогачиева называли близким соратником президента Ингушетии Руслана Аушева (1992—2001), который занимался возрождением ислама в республике, чтобы перехватить инициативу у экстремистов-ваххабитов.
Албогачиев выступал за возрождение в Ингушетии традиционного ислама с активным восприятием суфизма и местных обычаев (адата). При нём применение шариатских норм получило более умеренную трактовку и смягчалось местными обычаями. Албогачиев выступал против ваххабизма и радикализации ингушских мусульман.
В 1992 году во время обострения осетино-ингушского конфликта Албогачиев выступил против всеобщего ингушского газавата. В 1993 году при активном участии Албогачиева в Ингушетии открылся Исламский институт имени Фадха ибн Абдул-Азиза. Во время первой чеченской войны Албогачиев участвовал в переговорах о прекращении огня и освобождении пленных. В 1994 году при участии Албогачиева и помощи Саудовской Аравии в Назрани открылся Исламский институт имени короля Фадха ибн Абдул Азиза, ставший первым мусульманским учебным заведением в Ингушетии.
В августе 1998 года Албогачиев стал одним из соорганизаторов Координационного центра мусульман Северного Кавказа и его председателем. Центр призван решать задачи миротворческого характера и сохранения стабильности в регионе и сдерживать распространение ваххабизма. В апреле 2003 года уступил пост по праву очерёдности и стал первым заместителем председателя (с июня 2006 года — заместителем председателя).
Отношения Албогачиева со следующим президентом Ингушетии Муратом Зязиковым (2002—2008) были напряжёнными. Зязиков для расширения социальной базы своей власти пытался легализовать и привлечь на свою сторону некоторые мусульманские группировки, запрещённые при Аушеве, чем вызывал недовольство религиозных властей. В июне 2004 года произошло нападение боевиков на Назрань, при этом боевики приложили особые усилия к поиску Албогачиева. После этого он подал в отставку и уехал из Ингушетии в Москву. Он объяснил решение неэффективностью политики Зязикова по противодействия ваххабизму и его неспособностью обеспечить безопасность в регионе. В должности муфтия Албогачиева сменил его первый заместитель Иса Хамхоев.
С 2016 года Албогачиев являлся помощником-советником главы Ингушетии Юнус-Бека Евкурова (2008—2019) по религиозным вопросам.
В 2023 году Албогачиев заявил, что его «позиция заключается в полной поддержке нашего лидера Владимира Путина, потому что мы не одобряем такую демократию, которая позволяет сжигать Коран и приветствует однополые браки».
Кандидат философских наук. Женат, имеет семерых детей.